# Fort Peck Dam
Fort Peck Dam è la seconda tra le dighe più grandi del mondo ed è collocata nell'omonimo comune statunitense.

## Storia
L'avvio della costruzione di una diga sul fiume Missouri nasce nel 1933, per valorizzare le risorse idriche dello Stato, favorendo l'economia, non solo locale e contribuendo a una riduzione della disoccupazione. L'opera, pertanto, ha lo scopo di prevenire le inondazioni, produrre energia elettrica, favorire la navigazione e l'irrigazione. Nel 1940, terminati i lavori, la diga è diventata operativa.